# Дуйсенбекулы, Куаныш
Куаныш Дуйсенбекулы (каз. Қуаныш Дүйсенбекұлы; род. 14 августа 2003, Шымкент) — казахстанский футболист, полузащитник клуба «Туран».

## Карьера
Футбольную карьеру начинал в 2020 году в составе клуба «Академия Онтустик» в первой лиге. 8 мая 2022 года в матче против клуба «Шахтёр» Караганда дебютировал в казахстанской Премьер-лиге (2:0), выйдя на замену на 92-й минуте вместо Касымжана Таипова.

## Статистика
| Клуб               | Сезон              | Лига | Лига | Кубки | Кубки | Еврокубки | Еврокубки | Итого | Итого |
| Клуб               | Сезон              | Игры | Голы | Игры  | Голы  | Игры      | Голы      | Игры  | Голы  |
| ------------------ | ------------------ | ---- | ---- | ----- | ----- | --------- | --------- | ----- | ----- |
| Академия Онтустик  | 2020               | —    | —    | —     | —     | —         | —         | —     | —     |
| Академия Онтустик  | Итого              | —    | —    | —     | —     | —         | —         | —     | —     |
| Туран              | 2022               | 3    | 0    | 3     | 0     | —         | —         | 6     | 0     |
| Туран              | Итого              | 3    | 0    | 3     | 0     | —         | —         | 6     | 0     |
| → Туран М          | 2021               | 20   | 3    | —     | —     | —         | —         | 20    | 3     |
| → Туран М          | 2022               | 19   | 2    | —     | —     | —         | —         | 19    | 2     |
| → Туран М          | Итого              | 39   | 5    | —     | —     | —         | —         | 39    | 5     |
| Арыс               | 2023               | 8    | 0    | —     | —     | —         | —         | 8     | 0     |
| Арыс               | Итого              | 8    | 0    | —     | —     | —         | —         | 8     | 0     |
| Туран              | 2024               | 2    | 0    | 0     | 0     | —         | —         | 2     | 0     |
| Туран              | Итого              | 2    | 0    | 0     | 0     | —         | —         | 2     | 0     |
| Всего за «Туран»   | Всего за «Туран»   | 5    | 0    | 3     | 0     | —         | —         | 8     | 0     |
| → Туран М          | 2024               | 4    | 0    | —     | —     | —         | —         | 4     | 0     |
| → Туран М          | Итого              | 4    | 0    | —     | —     | —         | —         | 4     | 0     |
| Всего за «Туран М» | Всего за «Туран М» | 43   | 5    | —     | —     | —         | —         | 43    | 5     |
| Всего за карьеру   | Всего за карьеру   | 56   | 5    | 3     | 0     | —         | —         | 59    | 5     |